# Ouillon
Ouillon ist eine französische Gemeinde mit 552 Einwohnern (Stand 1. Januar 2022) im Département Pyrénées-Atlantiques in der Region Nouvelle-Aquitaine (vor 2016: Aquitanien). Die Gemeinde gehört zum Arrondissement Pau und zum Kanton Pays de Morlaàs et du Montanérès (bis 2015: Kanton Morlaàs).
Die Bewohner werden Ouillonais und Ouillonaises genannt.

## Geographie
Ouillon liegt ca. 15 km nordöstlich von Pau in der historischen Provinz Béarn am östlichen Rand des Départements.
Umgeben wird der Ort von den Nachbargemeinden:
| Morlaàs        | Gabaston                                    |           |
| Serres-Morlaàs | Kompassrose, die auf Nachbargemeinden zeigt | Espéchède |
|                | Andoins                                     |           |

Ouillon liegt im Einzugsgebiet des Flusses Adour. Einer seiner Nebenflüsse, der Luy, durchquert zusammen mit seinem Zufluss, dem Lelusset, das Gebiet der Gemeinde. Der Biarré, ein Nebenfluss der Souye, fließt an der östlichen Grenze zu den Nachbargemeinden Gabaston und Espéchède entlang.

## Geschichte
Ouillon ist im 11. Jahrhundert erstmals in den Aufzeichnungen erwähnt worden. In der Volkszählung des Béarn im Jahre 1385 wurden zehn Haushalte gezählt. Ouillon gehörte zur Bailliage von Pau. Das Dorf wird im Mittelalter vom Kommandeur des Malteserordens von Caubin und Morlaàs geführt, der auch die Justiz ausübt. In seinem Verantwortungsbereich lag auch ein Hospital zur Aufnahme und Pflege von Pilgern, das um 1290 erstmals erwähnt wird. In Ouillon gab es auch ein Laienkloster, das im Besitz von zwei Äbten war, die den Zehnt teilten und abwechselnd dem Pfarrer vorsprachen. 1569 gelangte das Laienkloster in die Hände der Familie Dabancentz, im Jahre 1674 gehörte es der Familie Abadie.
Toponyme und Erwähnungen von Ouillon waren:
- Olon (11. Jahrhundert, Kopialbuch von Morlaàs, Blatt 3),
- Olo (12. Jahrhundert, laut Pierre de Marcas Buch Histoire de Béarn, S. 450),
- Olion und Olhon (14. Jahrhundert bzw. 1402, Volkszählung im Béarn),
- Olhoo und Oilhon (1535 bzw. 1675, Manuskriptsammlung des 16. bis 18. Jahrhunderts),
- Ouilhon (1750, Karte von Cassini) und
- Ouillon (1793 und 1801, Notice Communale bzw. Bulletin des lois).[4][5][6]

### Einwohnerentwicklung
Nach einem ersten Höchststand der Einwohnerzahl von rund 500 in den 1870er Jahren reduzierte sich die Zahl bei kurzen Erholungsphasen bis zu den 1950er Jahren auf rund 240, bis in der Folgezeit ein kräftiges Wachstum einsetzte.
| Jahr      | 1962 | 1968 | 1975 | 1982 | 1990 | 1999 | 2006 | 2009 | 2022 |
| --------- | ---- | ---- | ---- | ---- | ---- | ---- | ---- | ---- | ---- |
| Einwohner | 254  | 250  | 257  | 307  | 309  | 355  | 391  | 453  | 552  |

## Sehenswürdigkeiten

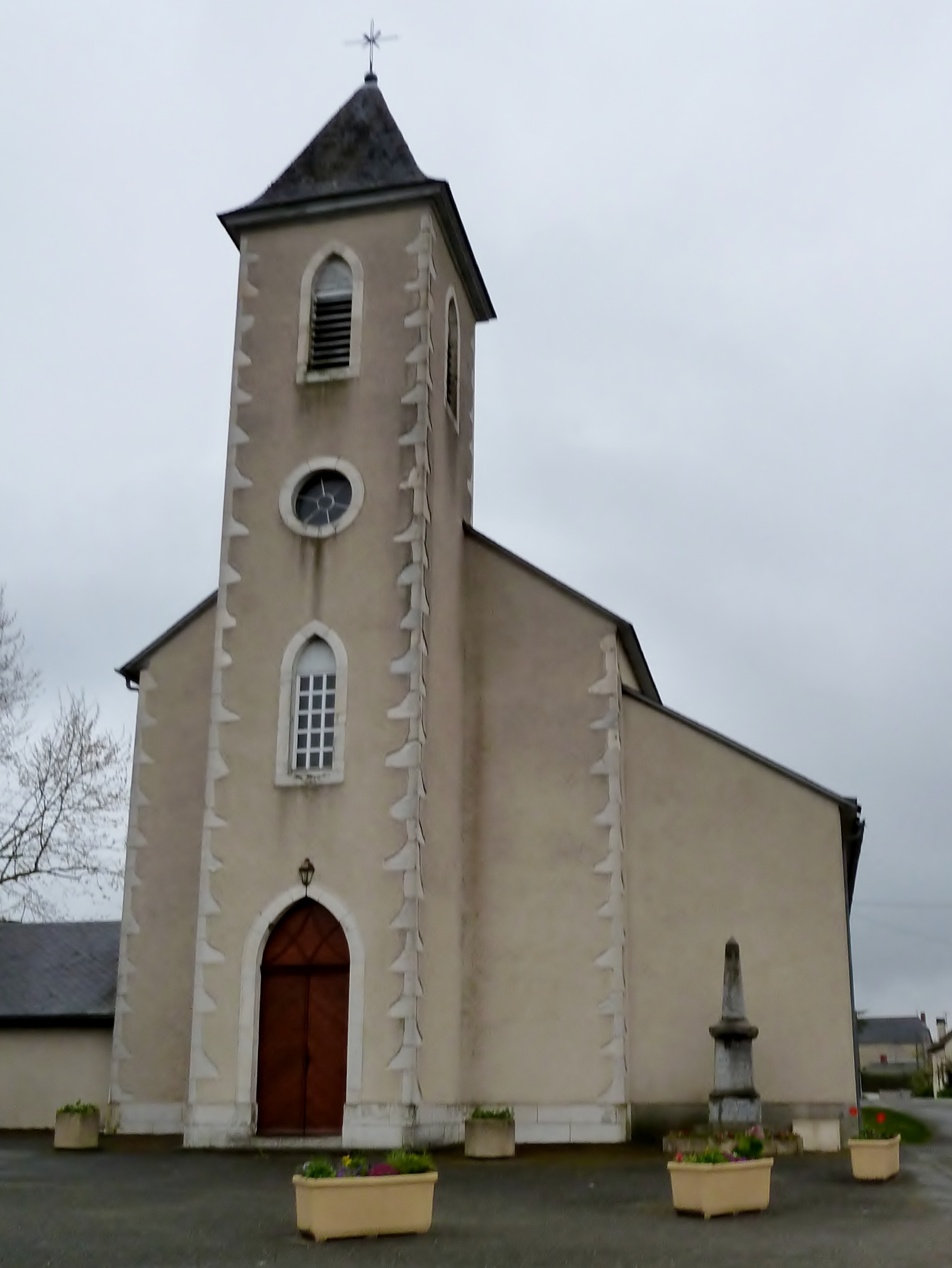
Pfarrkirche Saint-Jean-Baptiste

- Pfarrkirche von Ouillon, geweiht Johannes dem Täufer. Sie wurde zwischen 1848 und 1873 nach Plänen des Architekten Poublan errichtet. Die neue Kirche war Ersatz für ein früheres Gotteshaus, das sich im heutigen Gemeindefriedhof befunden hatte und unter der Ägide des Malteserordens gestanden hatte. Das heutige Langhaus mit einem Haupt- und einem Seitenschiff wird durch eine dreiwandige Apsis abgeschlossen. Die Kirche ist mit einer Sakristei und einem Glockenturm über dem Eingangsvorbau ausgestattet. Dieser trägt zwei Glocken, eine im Jahre 1686 gegossen, die andere im Jahre 1868. Die Glasfenster sind Werke der Glasmaler Pierre Arcencam und Henri Gesta. Im Innern werden viele Gegenstände aus dem 17. bis 19. Jahrhundert bewahrt, die als nationale Kulturgüter registriert sind.[8][9]

- Bauernhof Soulagnet. Er wurde in der Mitte des 19. Jahrhunderts errichtet. Oberhalb des Eingangs sind die Jahreszahl „1855“ und der Name des damaligen Besitzers, Jean Soulagnet, zu erkennen. Der Bauernhof besteht aus diversen Gebäuden (Wohngebäude, Scheune, Kuhstall und Schuppen), die zusammen mit einer Mauer einen Innenhof bilden. Der Antritt der gewundenen Innentreppe ist geschnitzt und bemalt mit Motiven von Schlangen und grünen Fleurons sowie einem weißen Kreuz.[10][11]

## Wirtschaft und Infrastruktur
Die Landwirtschaft mit dem Schwerpunkt auf Anbau von Mais und Viehzucht ist traditionell der wichtigste Wirtschaftsfaktor der Gemeinde.

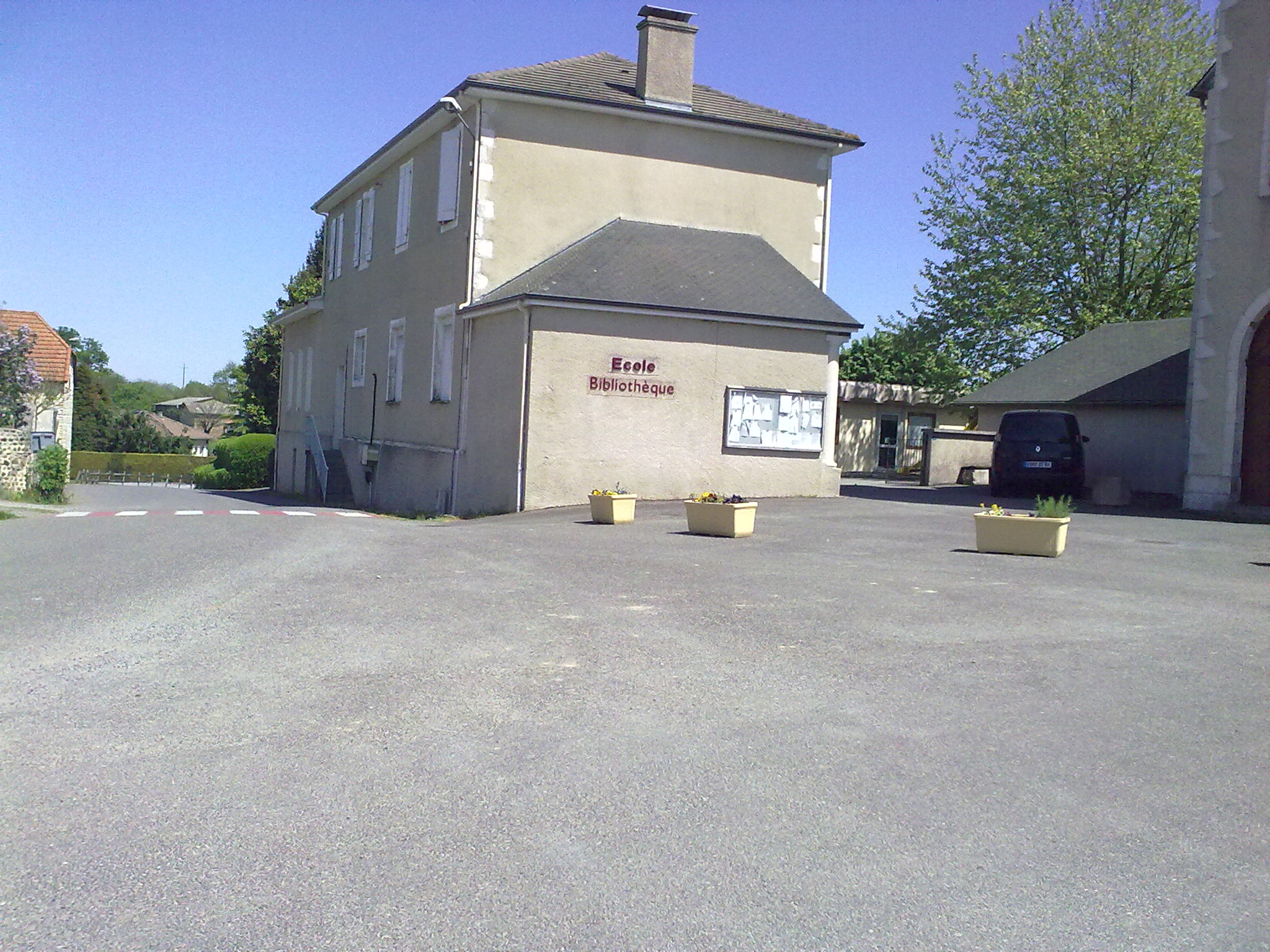
Schule und Bibliothek von Ouillon

### Bildung
Die Gemeinde verfügt über eine öffentliche Vor- und Grundschule mit 53 Schülerinnen und Schülern im Schuljahr 2017/2018.

### Verkehr
Ouillon ist erreichbar über die Routes départementales 39, 62 und 362.